# Badmotorfinger
Badmotorfinger — третій студійний альбом американського гурту Soundgarden. Виданий 8 жовтня 1991 року на A&M Records. Soundgarden розпочали запис матеріалу для нового альбому спільно з новим учасником гурту, бас-гітаристом Беном Шефердом, навесні 1991 року. На альбомі збереглося хеві-метал звучання гурту, а також збільшилася концентрація на написанні пісень порівняно з попередніми релізами. У своєму огляді на альбом рецензент AllMusic Стів Г'юї описав Badmotorfinger як «напрочуд церебральна та артистична музика»; альтернативний гітарний звук і незвичайні тактові розміри були присутні в кількох піснях, а також двозначні тексти, завдання яких полягало у створенні образів.
Фокус уваги, притягнутий до сіетлівської сцени, привернув слухачів і до Badmotorfinger. Сингли Outshined і Rusty Cage були популярні на рок-радіо і MTV, тим самим допомогли групі заробити більшу популярність. Badmotorfinger став найуспішнішим альбомом гурту на той момент, досягнувши в американському чарті Billboard 200 — 39 місця. На підтримку альбому Soundgarden вирушили в турне по Північній Америці та Європі, у тому числі на розігріві гурту Guns N' Roses у їхньому турі — Use Your Illusion Tour. У 1992 році платівка була номінована на премію «Греммі» за найкраще метал-виконання, проте програла Metallica з їхнім однойменним альбомом. У Сполучених Штатах Badmotorfinger став двічі платиновим у 1996 році.

## Про альбом
Різні критики класифікували Badmotorfinger як: ґрандж, альтернативний метал, хеві-метал і хардрок. Стів Г'юї з AllMusic заявив, що написання пісень на альбомі «здійснює кількісний стрибок у фокусі та послідовності», додавши: «це напрочуд церебральна та артистична музика для гурту, який залицяється до мейнстримної метал-аудиторії, але вона атакує з науковою точністю». Гітарист Кім Таїл жартома назвав його «білим альбомом хеві-металу». Фронтмен Кріс Корнелл сказав: «Я думаю, що на новій платівці є пісні, які є більш комерційно життєздатними, тому що вони запам'ятовуються». Він додав, що альбом більше показує те, як живе гурт.
Порівняно з Louder Than Love, група застосувала більш спільний підхід до процесу написання Badmotorfinger. Це був перший альбом Soundgarden з басистом Беном Шефердом, який замінив Джейсона Евермана в квітні 1990 року (а також Хіро Ямамото), Корнелл заявив, що Шеферд привніс «свіжий і креативний» підхід до запису. До того, як приєднатися, Soundgarden був улюбленим гуртом Шеферда. Басист написав пісню «Somewhere» і брав участь у створенні музичної композиції для кількох інших пісень альбому, так само як і Таїл і барабанщик Метт Кемерон. Таїл заявив, що внесок Шеферда допоміг зробити альбом «швидшим» і «дивнішим».

## Запис альбому
Альбом був записаний навесні 1991 року в Studio D у Саусаліто, Каліфорнія, Bear Creek Studios у Вудінвіллі, Вашингтон, і на A&M Studios в Лос-Анджелесі, Каліфорнія. Soundgarden вирішили працювати з продюсером Террі Дейтом, який продюсував їхній попередній альбом — Louder Than Love, тому що, за словами Корнелла, у групи були хороші відносини з Дейтом, і вони не хотіли зазнавати тиску, намагаючись знайти нового продюсера. Одним із прикладів новаторських методів, використаних при записі альбому, є те, що для пісні «Rusty Cage» Таїл використовував wah-wah-педаль як аудіофільтр, що призвело до незвичайного гітарного звуку, який, за його словами, зробив гітарний риф, який «майже звучить навпаки».

## Тексти пісень
Щодо лірики, Корнелл сказав, що намагався не вдаватися до подробиць і більше цікавився тим, щоб двозначність «створювала барвисті образи». Таїл порівняв прослуховування альбому з «читанням роману про конфлікт людини з самим собою чи суспільством, чи урядом, чи його родиною, чи економікою, та й взагалі з чим завгодно». «Outshined», як говорив Конелл, розповідає про перехід від «періодів надзвичайної самовпевненості» до «різкого падіння в протилежному напрямку». «Jesus Christ Pose» була написана про відомих людей, які використовують символ розп'яття Ісуса Христа, щоб навіяти, що вони зазнають суспільних гонінь. Таїл присвятив текст пісні «Room a Thousand Years Wide», як він заявляв — «життєвому досвіду в цілому». Holy Water була написана про людей, які нав'язують свої переконання іншим. New Damage тонко критикує праву політику уряду США.

## Обкладинка
Логотип Badmotorfinger складається із зубчастого спіралеподібного малюнка. У центрі знаходиться трикутник із назвою альбому, а всередині зображена свічка запалювання. Обкладинку альбому було створено Марком Денсі — гітаристом Big Chief.
Таїл запропонував назву Badmotorfinger як жарт на пісню гурту Montrose — «Bad Motor Scooter». Він пояснював: «Вона [назва] була частково з голови. Мені воно просто сподобалося, бо було яскравим. Вона також була досить агресивною… Викликає в уяві безліч різних образів. Нам подобається ця двозначність, як вона звучить і як виглядає».

## Тур
Після випуску Badmotorfinger Soundgarden вирушили в тур по Північній Америці в жовтні-листопаді 1991 року Following this tour, they were selected by Guns N' Roses for an opening slot on that band's Use Your Illusion Tour.. Після цього туру Guns N' Roses обрали їх для відкриття слоту в турі Use Your Illusion Tour. Далі у лютому 1992 року Soundgarden взяли участь в концерті Skid Row у Північній Америці під час туру на підтримку альбому Slave to the Grind. Потім Soundgarden вирушили до Європи для місячного театрального туру і повернулися у Сполучені Штати. Вони знову приєдналися до Guns N' Roses в Use Your Illusion Tour влітку 1992 року для туру Європою разом із колегами на розігріві Faith No More. Щодо часу, витраченого на відкриття Guns N' Roses, Корнелл сказав: «Це було не дуже весело виходити перед 40 000 людей на 35 хвилин щодня. Більшість із них не чули наших пісень і не дбали про них. Це була дивна річ». Гурт також грав на фестивалі Lollapalooza 1992 року разом з: Red Hot Chili Peppers і Pearl Jam, серед інших.

## Список пісень
| #   | Назва                               | Тривалість |
| --- | ----------------------------------- | ---------- |
| 1.  | «Rusty Cage»                        | 4:26       |
| 2.  | «Outshined»                         | 5:11       |
| 3.  | «Slaves & Buldozers»                | 6:56       |
| 4.  | «Jesus Christ Pose»                 | 5:51       |
| 5.  | «Face Pollution»                    | 2:24       |
| 6.  | «Somewhere»                         | 4:21       |
| 7.  | «Searching With My Good Eye Closed» | 6:31       |
| 8.  | «Room A Thousand Years Wide»        | 4:06       |
| 9.  | «Mind Riot»                         | 4:49       |
| 10. | «Drawing Flies»                     | 2:25       |
| 11. | «Holy Water»                        | 5:07       |
| 12. | «New Damage»                        |            |

## Учасники запису
Soundgarden
- Кріс Корнелл — вокал, ритм-гітара
- Кім Таїл — соло-гітара
- Бен Шеферд — бас-гітара
- Метт Кемерон — ударні

Додаткові музиканти
- Скотт Гранланд — саксофон у «Room a Thousand Years Wide» та «Drawing Flies»
- Ернст Лонг — труба в «Face Pollution», «Room a Thousand Years Wide» і «Drawing Flies»
- Деймон Стюарт — розповідь у «Searching with My Good Eye Closed»

Обкладинка
- Марк Денсі — ілюстрація передньої обкладинки
- Walberg Design — дизайн
- Майкл Лавін — фотографія
- Лен Пелтьєр — артдиректор

Виробництво
- Террі Дейт — музичний продюсер, звукоінженер
- Soundgarden — продюсування
- Ларрі Брюер — асистент продюсера
- Ефрен Еррера, Джон Джексон — асистенти
- Рон Сен-Жермен — зведення
- Хауі Вайнберг — мастеринг
- Сьюзан Сільвер — менеджмент

## Чарти
| Чарт (1992)              | Позиція |
| ------------------------ | ------- |
| US Billboard 200         | 39      |
| UK Albums Chart          | 39      |
| Canadian Albums Chart    | 50      |
| Чарт (1994)              | Позиція |
| New Zealand Albums Chart | 49      |

| Рік  | Сингл               | Місце в Велика Британія |
| ---- | ------------------- | ----------------------- |
| 1991 | «Jesus Christ Pose» | 30                      |
| 1991 | «Outshined»         | 50                      |
| 1992 | «Rusty Cage»        | 41                      |

## Сертифікації
| Регіон                                             | Сертифікація  | Продажі    |
| -------------------------------------------------- | ------------- | ---------- |
| Австралія (ARIA)                                   | Золотий       | 35 000^    |
| Канада (Music Canada)                              | Платиновий    | 100 000^   |
| Велика Британія (BPI)                              | Срібний       | 60 000^    |
| США (RIAA)                                         | 2× Платиновий | 2 000 000^ |
| ^відвантаження, що базуються лише на сертифікаціях |               |            |